# 全国恐怖主义警报系统
全国恐怖主义警报系统（英文：National Terrorism Advisory System，縮寫：NTAS）是美國國土安全部自2011年4月27日使用的一個分為两个级别的恐怖主义威胁警报系统。這個系統於2011年1月27日由国土安全部部长珍妮特·納波利塔諾於乔治华盛顿大学首次向公眾宣佈。而在納波利塔諾演講的前一天，社會已有傳聞國土安全部警報系統將會被取代。這個系统是用作取代由布什於2002年引入，且經常被批評的國土安全部警報系統。納波利塔諾指出該警報系統提供的實用信息不足，並相信新系统將能提供足夠的實用信息。
當美國引進此警报系统時，納波利塔諾說：「在今天，我們宣佈结束使用舊的颜色编码警報系统。為此，我們引進一個新的簡單系統：当威胁影响大眾時，我們會告訴你實況。我们将提供我们得到的信息，使你們明白如何保護自己、家人以及社区。」 納波利塔諾的演說剛好定在1月27日，以配合兩日前美國總統巴拉克·奥巴马的2011年国家国情咨文。
直至2012年8月，警报系统从来没有发出警告。

## 背景

國土安全部警報系統是国家恐怖主义警报系统的前身。

在九一一襲擊事件發生後，當時的美國總統布殊引進國土安全部警報系統。在宣佈警報系統生效後，身為共和黨員的紐約州国会议员彼得·金指出，這個以颜色作分級的系统將會對美國上下都很有幫助。但是，隨著時間推移，警報系統便得到越來越多批評，其中大部份都與其含糊和无效的指引，以及其級別變化太少，令系统看似無效。而身為民主黨員的密西西比州国会议员本尼·汤普森則諷刺該系統在「令美國國民恐慌」一方面，比「告訴市民情況、做法及警報維持的時間」一方面做得更好。警報系統亦成為一些電視節目的嘲笑對象，其中包括週六夜現場。於2009年7月，納波利塔諾組織了一个重新评估警報系統的专责小组。這個小組經研究討論後，指出警報系統的指引不明确，並且缺乏公众的支持。因此，該小組建議政府取消這個警報系統。於2010年11月，國土安全部向政府提交了一份建議書，建議將警報系統改為一個「根据最新情报作出明确指引的警報系統」。於2011年4月27日，全国恐怖主义警报系统正式取代國土安全部警報系統。

## 警报系统
全国恐怖主义警报系统只分為兩級：「較高」（Elevated）以及「紧迫」（Imminent）。根據納波利塔諾說，當国土安全部擁有關於恐怖襲擊的足夠資訊，那麼安全部就會发出正式警报，並盡量向大眾提供資訊。政府會透過政府机构和紧急事务官员發言，以及利用新闻媒体和社交網路來通知大眾。 政府亦會採取特定步驟來對付恐怖主义的威胁。